# جودی اونگ
جودی آونگ (انگلیسی: Judy Ongg؛ زادهٔ ۲۴ ژانویهٔ ۱۹۵۰) خوانندگی، بازیگر، مؤلف اهل ژاپن است. وی از سال ۱۹۶۱ میلادی تاکنون مشغول فعالیت بوده‌است.
از فیلم‌ها یا برنامه‌های تلویزیونی که وی در آن نقش داشته‌است می‌توان به کتاب بالش، جنگجویان زو از کوه سحر و جادو اشاره کرد.